# Лоренцо Карбончіні
Лоренцо Карбончіні  (італ. Lorenzo Carboncini; нар. 22 вересня 1976) — італійський веслувальник, олімпійський медаліст.

## Виступи на Олімпіадах
| Олімпіада    | Дисципліна                        | Місце |
| ------------ | --------------------------------- | ----- |
| Атланта 1996 | вісімка розстібна зі стерновим    | 9     |
| Сідней 2000  | четвірка розстібна без стернового | 2     |
| Пекін 2008   | четвірка розстібна без стернового | 11    |